# میتزی کپچر
میتزی کپچر (انگلیسی: Mitzi Kapture؛ زادهٔ ۲ مهٔ ۱۹۶۲) یک هنرپیشه اهل ایالات متحده آمریکا است. وی از سال ۱۹۸۷ میلادی تاکنون مشغول فعالیت بوده‌است.
از فیلم‌ها یا برنامه‌های تلویزیونی که وی در آن نقش داشته است می‌توان به بی‌واچ، سرگردان و قواعد نامزدی اشاره کرد.